# Český slavík Mattoni 2008
Český slavík 2008 byl 43. ročník ankety popularity českých zpěváků a písní.

## Výsledky

### Absolutní slavík
Lucie Bílá

### Zpěvačky
| Pořadí | Jméno             | Body   |
| ------ | ----------------- | ------ |
| 1.     | Lucie Bílá        | 67 437 |
| 2.     | Lucie Vondráčková | 44 625 |
| 3.     | Ewa Farna         | 26 416 |

### Zpěváci
| Pořadí | Jméno        | Body   |
| ------ | ------------ | ------ |
| 1.     | Karel Gott   | 64 481 |
| 2.     | Petr Kolář   | 36 065 |
| 3.     | Daniel Landa | 24 770 |

### Skupina
| Pořadí | Jméno        | Body   |
| ------ | ------------ | ------ |
| 1.     | Kabát        | 41 444 |
| 2.     | Chinaski     | 40 523 |
| 3.     | Divokej Bill | 24 350 |

### Skokan roku
- Zpěvačka: Iveta Bartošová
- Zpěvák: Jarek Filgas
- Skupina: Gipsy.cz

### Objev roku
- Marek Ztracený